# Bahía de Sudak
Bahía de Sudak (en ruso: Судакская бухта, en ucraniano: Судацька бухта, en tártaro de Crimea: Sudaq körfezi, Судакъ корьфези), es una pequeña bahía de la costa sur de la península de Crimea del mar Negro. Está situada en la ciudad de Sudak, en la República Autónoma de Crimea de Ucrania y reclamada por República de Crimea de Rusia.